# Isla Conchagua
La Isla Conchagua es una isla que pertenece a El Salvador y que se encuentra ubicada en el Golfo de Fonseca (Océano Pacífico) en las coordenas geográficas 13°23′N 88°16′O / 13.383, -88.267 a 8 kilómetros cuadrados de la Isla Zacatillo, administrativamente depende del Departamento de La Unión, el más oriental de ese país centroamericano. El nombre de la isla tiene origen indígena que viene de Conxagua o Comixagua que significa “Tigre que vuela”.